# Сонячний концентратор
Сонячний концентратор (solar concentrator) – пристрій управління оптичним випромінюванням у просторі і часі, призначений для збирання енергії широкого спектрального потоку сонячних випромінювань, каналізації та транспортування їх на невеликий за площею але високоефективний приймач сонячної енергії. Функціонально сонячний  концентратор перетворює вихідний пучок сонячних випромінювань так аби узгодити його параметри з оптичними параметрами інших структурних елементів системи. Використання сонячного концентратора дозволяє зменшити масу та розміри нехай і високовартісного, проте. більш енергоефективного приймача сонячної енергії. Додатково, більша густина сонячних випромінювань збільшує енергетичну ефективність перетворення сонячних випромінювань в електричну енергію.
Конструктивно сонячний концентратор подібно оптичному об'єктиву складається з набору заломлюючих (рефракційних), відбиваючих (дзеркальних), дифракційних та інших оптичних елементів (лінз, призм, хвилеводів, дзеркал та/чи дифракційних ґраток), поєднаних у одну систему з метою збирання енергії з великих площ, формування збіжного оптичного пучка з необхідним  розподілом інтенсивності у його перетині та на поверхні приймача сонячної енергії. Залучення оптичного концентратора у склад фотоелектричної системи виробництва електричного струму створює можливість мінімізувати геометричні розміри приймача енергії та підвищити ефективність перетворення променевої енергії в електричну. У разі необхідності сонячний концентратор також виконує спектральні перетворення випромінювань, наприклад, розкладаючи їх на хроматичні потоки, фільтруючи або навіть змінюючи довжину хвилі. Користуючись поняттями термодинаміки, сонячний концентратор можна назвати антиентропійним засобом, оскільки він протидіє розсіюванню матерії та енергії і, навпаки, їх упорядковує.
Сукупність окремих концентраторів може складати оптичну концентраторну систему (Optical concentrating system).
Спроможність сонячного концентратора виконувати ці функції визначається його оптичними та масо-габаритними параметрами та характеристиками.

## Узагальнені параметри і характеристики
Оптичні параметри та характеристики сонячного концентратора можна умовно поділити на габаритні, енергетичні, абераційні та просторово-частотні.
До габаритних параметрів сонячного концентратора відносяться фокусна відстань, оптична сила, вхідний отвір, діаметр вхідного отвору, відносний отвір, вхідна зіниця, вихідна зіниця,  діаметр вхідної зіниці, діафрагмове число, кут поля зору тощо. До спектральних параметрів відносяться спектральні характеристики відбиття, поглинання та пропускання, спектральні коефіцієнти відбиття, поглинання та пропускання а також спектральні потоки відбитого, поглинутого та пропущеного випромінювань. Якість оптичної системи сонячного концентратора можна оцінити абераційними характеристиками (сферичною аберацією, комою, астигматизмом, дисторсією, хроматизмом положення, хроматизмом збільшення тощо) і, певною мірю, частотно–контрастною характеристикою (передавальною функцією), яка традиційно використовується для оцінки зображень оптичних приладів.
До габаритних параметрів сонячного концентратора відносяться фокусна відстань, оптична сила, вхідний отвір, діаметр вхідного отвору, відносний отвір, вхідна зіниця, вихідна зіниця,  діаметр вхідної зіниці, діафрагмове число, кут поля зору тощо.
Фокусна відстань f1 – відстань між задньою  головною площиною та задньою точкою фокуса. У випадку тонкої лінзи в повітрі фокусна відстань – це відстань, на якій вхідні параксіальні промені збираються  у фокус.
Оптична сила (ще діоптрична сила) Р характеризує ступінь заломлення, фокусування або конвергенції променів світла. Її величина зворотна фокусній відстані f1.
Апертура – діючий отвір оптичного концентратора, що визначає його можливість збирати світло або інше випромінювання. Залежно від оптичної системи апертура вимірюється в одиницях довжини або кута. Апертурна діафрагма обмежує діаметр пучка променів, що проходять через оптичний пристрій.
Для віддаленого джерела світла вхідну апертуру визначають як лінійну апертуру через діаметр вхідного отвору DІN або через діаметр вхідного світлового пучка DІN, що досягає поверхні приймача сонячної енергії, або ж діаметр першого (вздовж ходу світла) оптичного елемента – лінзи чи дзеркала.
Для опису оптичної системи сонячного концентратора користуються також поняттями вхідної та вихідної зіниць. Вхідна зіниця (ефективна діафрагма) – оптичне зображення зупинки фізичної апертури, яке «видно» через передню частину (сторону джерела світла) системи оптичних елементів. Визначається діаметром вхідної зіниці DP IN. Відповідне зображення апертури, яке видно через задню частину системи оптичних елементів, називається вихідною зіницею. Визначається діаметром вихідної зіниці DP OUT.
Кутова апертура – кут θ між променями, що виходять із центру джерела світла й проходять через крайні точки вхідної зіниці. У повітрі кутова апертура лінзи приблизно вдвічі більша за цю величину (у параксіальному наближенні). Числова апертура NA зазвичай вимірюється по відношенню до конкретного джерела світла або точки приймача сонячної енергії і буде змінюватися в міру переміщення цієї точки.
Відносний отвір визначається як відношення діаметру ефективної діафрагми DIN до фокусної відстані f1.
Кількість світла, що уловлюється лінзою, пропорційна площі вхідного отвору АIN. N – діафрагмове число оптичного концентратора, визначається як відношення фокусної відстані f1 до діаметра ефективної діафрагми або вхідної зіниці DIN, безрозмірна величина. Чим менше діафрагмове число, тим вища інтенсивність світла у фокальній площині. Поле зору (кут поля зору) 2w – це тілесний кут  в межах якого детектор є чутливим до електромагнітного випромінювання.
До енергетичних параметрів сонячного концентратора можна віднести геометричну та фізичну світлосили, коефіцієнти відбиття, поглинання та пропускання а також коефіцієнт концентрації або “число сонць“.
Геометрична світлосила НG розраховується як квадрат відносного отвору q. Геометрична світлосила пропорційна площі чинного отвору концентратора π(DIN2/4), діленій на квадрат фокусної відстані f1,
Фізична світлосила НР визначається як добуток геометричної світлосили НG на коефіцієнт пропускання системи τ.
Коефіцієнти відбиття, поглинання та пропускання. Інтегральні характеристики взаємодії потоку оптичного випромінювання з сонячним концентратором визначаються фізичними параметрами випромінювання та параметрами матеріалу елементів сонячного концентратора. При зустрічі оптичного випромінювання з сонячним концентратором частина його відбивається, частина поглинається і частина пропускається.
Відбиття, поглинання та пропускання оптичних випромінювань матеріалом елементів сонячного концентратора оцінюється відповідними коефіцієнтами відбиття ρе, поглинання αе та пропускання τе, які в сумі дорівнюють 1.
Коефіцієнт концентрації або “число сонць”. Густина енергії, яка потрапляє на фотоелектричний приймач, визначається сонячною сталою GSC, кількістю енергії сонячних випромінювань, що надходить на одиницю поверхні, перпендикулярної потоку і виміряної супутниками за межами земної атмосфери, та коефіцієнтом концентрації kСN, який вираховується як відношення площі поперечного перетину потоку сонячних випромінювань АSR (рівної площі сонячного концентратора АSС) до площі приймача сонячної енергії АPV2.
До спектральних параметрів відносяться спектральні характеристики відбиття ρ(λ), поглинання α(λ) та пропускання τ(λ), спектральні потоки відбитого Феλρ, поглинутого Феλα та пропущеного Феλτ випромінювань а також спектральні коефіцієнти відбиття ρеλ, поглинання αеλ та пропускання τеλ.
Спектральні значення коефіцієнтів відбиття ρеλ, поглинання αеλ та пропускання τеλ у сумі складають 1.
Якість оптичної системи сонячного концентратора можна оцінити абераційними характеристиками і, певною мірю, характеристиками, які традиційно використовуються для оцінки зображень.
Серед абераційних характеристик можна виділити монохроматичні (сферична, кома, астигматизм, дисторсія) та хроматичні (хроматизм положення, хроматизм збільшення). Для оцінки якості оптичної системи можна також використати характеристики, які традиційно використовуються для оцінки зображень, зокрема, розрізнення та частотно–контрастну характеристику або передавальну функцію.
Параметри та характеристики системи встановлюють вимоги до сонячного концентратора як структурного елемента.

## Класифікація
Оптичні концентратори можуть бути класифіковані за багатьма ознаками, що лежать в основі конструкції та роботи цих елементів: фізичним принципом відхилення оптичних променів; спектральним складом сонячних випромінювань, що збираються на приймачі сонячної енергії; кутовою апертурою оптичної системи «збирання» прямих та нахилених променів; формою робочої поверхні оптичного елемента, що використовується для формування хвильового фронту та усунення аберацій оптичного пучка; кількістю паралельно розташованих збиральних елементів в оптичній концентраторній системі; кількістю збиральних елементів в оптичній концентраторній системі, розташованих послідовно по ходу оптичних променів тощо.
Відповідно до фізичних принципів, що лежать в основі відхилення оптичних променів, оптичні концентратори можуть бути класифіковані на заломлюючі (рефракційні), відбиваючі (дзеркальні), дифракційні (голографічні), люмінесцентні тощо.
За спектральним складом сонячних випромінювань, що збираються на приймачі сонячної енергії, розрізняють пристрої монохроматичних, ультрафіолетових, видимих, інфрачервоних та панхроматичних випромінювань.
Залежно від кутової апертури оптичної системи та можливості збирання прямих та нахилених, у тому числі, розсіяних сонячних променів оптичні концентратори можна класифікувати на вузькоапертурні та широкоапертурні (світлосильні).
Залежно від форми робочої поверхні оптичного елемента, яка використовуються для формування вихідного хвильового фронту та усунення аберацій оптичного пучка, розрізняють сферичні та асферичні (циліндричні, параболічні, гіперболічні  та інші) концентратори.
Відповідно до кількості збиральних елементів, розташованих в оптичній системі паралельно, концентратори діляться на одноелементні та багатоелементні.
Залежно від кількості збиральних елементів, розташованих в оптичній системі послідовно по ходу оптичних променів, концентратори діляться на однокаскадні, двокаскадні, трьохкаскадні тощо.
Необхідно відзначити, що використаний поділ сонячних концентраторів на певні групи є умовним і не відображає повною мірою їх різноманіття.
Останніми роками оптичні концентратори розвиваються у напрямі вдосконалення класичних технологій та створення принципово нових технологій збирання сонячних випромінювань, у тому числі, заснованих на інтеграції в одному зразку кількох технологій з метою здешевлення і підвищення їх доступності для користувачів. Розробки оптичних концентраторів спираються на останні досягнення в області фізики твердого тіла, прикладної оптики, голографії, лазерної техніки та квантової електроніки.
Найбільш вживаними та доопрацьованими на сьогодні є сонячні концентратори першого покоління – заломлюючі (рефракційні) на основі скляних або полімерних лінз та відбиваючі (дзеркальні) однокомпонентні та багатокомпонентні конструкції. Перший досвід створення габаритних заломлюючих та відбиваючих елементів був накопичений під час розробок великих телескопів, астрономічних приладів та систем дистанційного зондування атмосфери.
Заломлюючим концентраторам властиві такі вади, як наявність хроматичних аберацій, великі габарити і маса, складність виготовлення і, відповідно, висока вартість, тому в практичних зразках вони не знайшли широкого застосування. Окремий випадок – лінзи Френеля. Р. Лейтц та А. Сузукі, автори книги «Незображальні лінзи Френеля: конструкції та продуктивність сонячних концентраторів» говорять про те, що концентрація сонячної енергії вимагає не якості зображення, а натомість гнучкої конструкції концентраторів, які забезпечують рівномірність потоку та його збирання на заданій поверхні фотоприймача. Результати досліджень можливості використання різних типів лінз Френеля у сонячних концентраторних системах приведено у багатьох публікаціях.
У дзеркальних (відбиваючих) концентраторах хроматичні аберації відсутні. Корекція інших викривлень хвильового фронту, що відносяться до аберацій 3-го та вищих порядків, досягається використанням асферичних (параболічних, гіперболічних та інших) поверхонь. Класичною публікацією у галузі параболічних сонячних концентраторів є книга А. Рабла «Активні сонячні колектори та їх застосування», яка розкриває такі поняття, як сонячна геометрія, моделі інсоляції, метеорологічні дані, основи оптики сонячних концентраторів, оптимізація параболічних рефлекторів, теплопередача в сонячних колекторах, властивості матеріалів тощо. Результати досліджень конструкцій дзеркальних концентраторів надають також А. Гарсія-Сігура та ін., Б. М. Коугенур та ін., Б. Ель Маджид, С. Мотаххір, А. Ель Гзізал, Г. Рінкер, Л. Соломон, С. Г. Цю та Р. Вінстон. Найбільш поширеними є багатоелементні (фасетні) тарілкоподібні дзеркальні концентратори, здовжені (циліндричні, параболо-циліндричні, гіперболо-циліндричні) концентратори та багатоелементні концентратори на основі плоских дзеркал (геліостатів), що використовуються в сонячних електростанціях баштового типу. Частина публікацій сфокусована на характеризації конструктивних матеріалів та стійкості концентраторів до сонячної радіації та високих температур.
Друге покоління сонячних концентраторів пов’язане із застосуванням дифракційних голографічних елементів, що працюють на пропускання та відбивання. До дифракційних концентраторів відносяться голографічні збиральні елементи (лінзи Френеля) та лінійні дифракційні гратки, які використовуються для введення випромінювань в оптичні хвилеводи. Голографічні концентратори виготовляються шляхом фотографічного запису інтерференційної картини, що виникає при взаємодії об’єктного та опорного лазерних пучків на фотопластині, з наступною фотохімічною обробкою фотоматеріалів, а також методом синтезу голограм за допомогою комп’ютерних програм з подальшим механічним нарізанням. Перевагою голографічних концентраторів є малі габарити (товщина) та низька вартість. Вадами голографічних концентраторів є низька дифракційна ефективність у широкому спектральному діапазоні сонячних випромінювань а також наявність хроматичних абераційних викривлень сонячного пучка.
Подальший розвиток оптичних концентраторів пов'язаний із поєднанням голографічних та хвилевідних технологій концентрації оптичних випромінювань, створенням люмінесцентних хвилевідних концентраторів, заснованих на перевипромінюванні первинного сонячного випромінювання з наступним каналуванням вторинних променів та спрямуванням їх на невеликі за розміром, але високоефективні фотоелектричні сонячні елементи, розташовані на торцях хвилевідної пластини.
Велика частина досліджень спрямована на розробку хвилевідних люмінесцентних сонячних концентраторів (LSC). Люмінесцентний сонячний концентратор зазвичай складається з прозорої пластини, яка містить молекули люмінофора. Ці люмінофори у вигляді органічних барвників, поглинають падаюче сонячне випромінювання та використовують цю енергію для ізотропного випромінювання з більшою довжиною хвилі. Якщо фотони випромінюються в межах критичного кута, вони будуть спрямовані через повне внутрішнє відбиття до фотоелектричних елементів, розташованих на краях прозорої пластини [34–55].
Найбільші надії фахівці в царині високоефективних та недорогих оптичних концентраторів все ж покладають на використання досягнень нанотехнологій. Сьогодні на стадії досліджень знаходиться велика кількість наноструктурованих елементів (квантових точок, нанониток, наностержнів, нанотрубок) та революційних матеріалів на їх основі, які володіють новими корисними властивостями (електричними, магнітними, фотоелектричними), не притаманними  звичайним матеріалам. Ці наноструктури можуть бути використані для створення високоефективних інтегрованих сонячних приладів із вмонтованими в них наноструктурованими концентраторними та фотоелектричними елементами.